# Ayguetinte
Ayguetinte là một xã thuộc tỉnh Gers trong vùng Occitanie tây nam nước Pháp. Xã này có độ cao trung bình 113 mét trên mực nước biển.

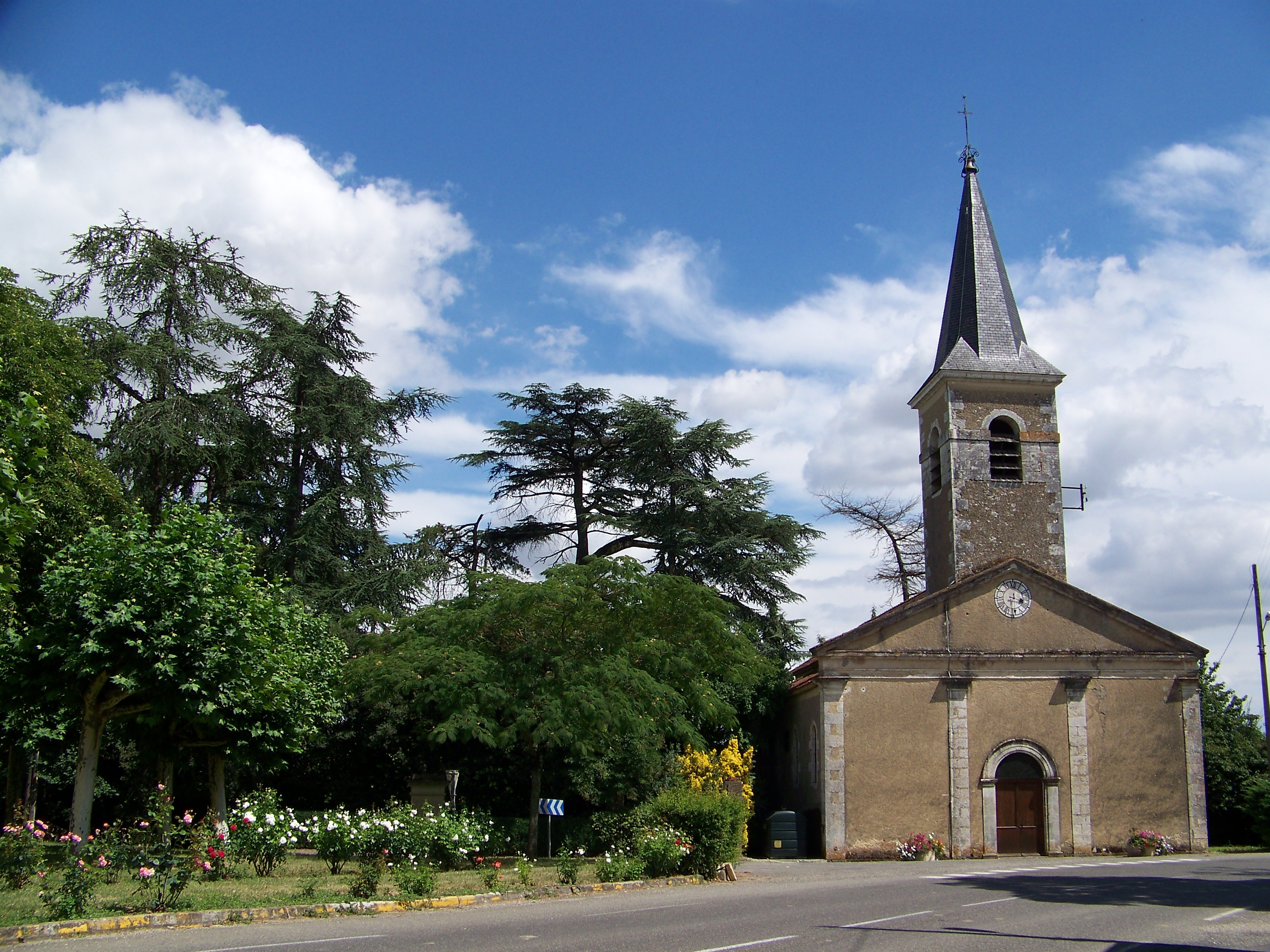
Ayguetinte